# With a Kiss I Die
Pour plus de détails, voir Fiche technique et Distribution.
With a Kiss I Die est une romance dramatique de Ronnie Khalil (en), sortie en 2018. 

## Synopsis
C'est une histoire d'amour sombre à propos de Juliette Capulet (l'héroine shakespearienne) qui est forcée de vivre pour l'éternité en sachant que son véritable amour est mort dans ses bras il y a près de 800 ans. 
Brisée et désespérée, elle rencontre une jeune femme qui capture à nouveau son cœur et lui apprend que l'amour et la perte font tous partie de la vie et qu'une vie sans amour n'est pas une vie.

## Fiche technique
- Titre original : With a Kiss I Die
- Réalisation : Ronnie Khalil (en)
- Scénario : Ella Kweku, Paige Emerson, Jimmy Orie
- Montage : Gabriel Cullen, Isaac Mead-Long
- Production : Paola Cetares, Jorge Valdés-Iga
- Sociétés de production : Clownfish Productions
- Société de distribution :
- Pays de production :  États-Unis
- Langue originale : anglais
- Lieux de tournage : Santorin, Grèce
- Genre : Drame, fantasy, romance saphique
- Durée : 73 minutes (1 h 13)
- Date de sortie :
  - États-Unis : 28 août 2018

## Distribution
- Ella Kweku : Juliette Capulet
- Paige Emerson : Farryn
- George Kopsidas : Amaltheo
- Ioannis Papazisis : Cousin
- George Kavgalakis : Father
- Michael Andricopoulos : Host
- Devin Mills : Farryn's Mom
- Anna Tzanakaki : Chorus